# Labergement-Sainte-Marie
Labergement-Sainte-Marie – miejscowość i gmina we Francji, w regionie Burgundia-Franche-Comté, w departamencie Doubs.
Według danych na rok 1990 gminę zamieszkiwały 864 osoby, a gęstość zaludnienia wynosiła 39 osób/km² (wśród 1786 gmin Franche-Comté Labergement-Sainte-Marie plasuje się na 193. miejscu pod względem liczby ludności, natomiast pod względem powierzchni na miejscu 88.).